# 切博希尼察河
50°21′09″N 22°22′17″E / 50.352601°N 22.371326°E
切博希尼察河是波蘭的河流，位於該國南部，處於喀爾巴阡山省，屬於桑河的左支流，河道全長35公里，流域面積262平方公里，有歐鰱、湖擬鯉、白斑狗魚等魚類棲息。